# Боснійсько-герцеговинська пам'ятна медаль
Боснійсько-герцеговинська пам'ятна медаль — (нім. Bosnischhercegovinische Erinnerungsmedaille) — австро-угорська медаль для військовиків та військових чиновників причетних до анексії Боснії і Герцеговини у 1908 р.

## Історія нагороди
У 1878 р. Австро-Угорщина окупувала територію Боснії та Герцеговини. До 1908 р. ці землі формально були під управлінням двох країн — Австро-Угорщини та Османської імперії. 5 жовтня 1908 р. Австро-Угорщина заявила про анексію Боснії та Герцеговини. Проте, новий коронний край не було приєднано ні до жодної з частин держави, а управління ними здійснювалось спільним міністерством фінансів. 

В пам'ять про цю подію, для вояків та військових чиновників (за певною інформацією, зокрема XV АК) бравших участь в анексії було затверджено цю медаль.

До початку Першої світової війни Боснійсько-герцеговинська пам'ятна медаль в порядку старшинства австро-угорських нагород розміщувалась між орденською відзнакою 2-го ступеня Пам'ятного хреста імператора Франці Йосифа І та Пам'ятним хрестом 1912—1913 рр.

## Опис медалі
Кругла медаль виготовлялась з бронзи, або позолоченої бронзи. Діаметр — 36 мм. На аверсі зображався повернутий вправо профіль Франца Йосифа І, навколо якого був напис: «FRANC. IOS. I. D. G. IMP. AVSTR. REX BOH. ETC. AP. REX HVNG.» (Франц Йосиф І Імператор Австрії, Король Богемії, ETC, Апостольський Король Угорщини). На реверсі розміщувався оздоблений лавровими гілками крайовий герб Боснії. По бокам від гербового щита розміщувались написи: «DIE V.» та «OCT. — MCMVIII» (5 жовтня 1908 р. — день анексії). Знизу розташовувалась стрічка з написом «IN MEMORIAM» (В пам'ять). 

Медаль носилась на трикутній колодці з червоного та жовтого кольорів — крайових кольорів Боснії і Герцеговини під австро-угорським пануванням.

Прапор Боснії і Герцеговини 1878-1918 рр.
Герб Боснії і Герцеговини 1878-1918 рр.